# ヴルスター・ノルトゼーキュステ
ヴルスター・ノルトゼーキュステ（ドイツ語: Wurster Nordseeküste、低地ドイツ語: Wuster Noordseeküst）は、ドイツ連邦共和国ニーダーザクセン州クックスハーフェン郡に属す町村（アインハイツゲマインデ）である（以下、本項では便宜上「町」と記述する）。この町は2015年1月1日に創設された。面積は 181.76 km2、人口は約17万人である。クックスハーフェン市、やはり2015年1月1日に成立したゲーストラント市に次いで、クックスハーフェンで3番目に人口の多い自治体である。

## 地理

ヴルスター・ノルトゼーキュステの地区図

### 自治体の構成
ヴルスター・ノルトゼーキュステは以下の地区からなる:
| - カペル - ドルム - ドルム＝ノイフェルト - ミドルム - クランスブルク - ミッセルヴァルデン - ニーダーシュトリヒ - オーバーシュトリヒ - ムルズム - レーヴィング - ヴィールデ | - ノルトホルツ - カペル＝ノイフェルト - ダイヒスエンデ - シャルンシュテット - シュピーカ - シュピーカ＝ノイフェルト - ヴァンヘーデン - ヴルスターハイデ - パディングビュッテル - アルテンダイヒ - ロットハウゼン - ヴレーメン - ホーフェ - ヒュルジング - リンツェルン - ショットヴァルデン |

### 隣接する市町村
ヴルスター・ノルトゼーキュステは、北は郡庁所在地クックスハーフェン、東はヴァナ、南はゲーストラントと境を接している。

## 歴史
この町は、2015年1月1日にカペル、ドルム、ミドルム、ミッセルヴァルデン、ムルズム、ノルトホルツ、パディングビュッテル、ヴレーメンが合併して成立した。ノルトホルツを除くすべての旧町村が属していたザムトゲマインデ・ラント・ヴルステは同日に廃止された。町村合併の背景は財政難であった。負債は3680万ユーロに達した。参加するすべての町村が、行政費用の削減が可能になるであろう合併に合意した。さらにニーダーザクセン州が2760万ユーロの金利・返済援助を約束した。新しい自治体の行政機能は、一部がドルム、一部がノルトホルツに置かれた。

## 住民

### 宗教
信仰心を持つ住民の多くが福音主義＝ルター派教会に属している。この教会は福音主義ルター派ハノーファー地方教会に属している。ローマ＝カトリックのキリスト教信者は、ヒルデスハイム司教区のブレーマーハーフェン首席司祭管区に属す。管轄する教区はクックスハーフェンの聖マリエン教区である。この他に、自由教会、イスラム教や、無宗教の住民もこの町に住んでいる。

## 行政

### 議会
ヴルスター・ノルトゼーキュステの町議会は32人の議員で構成されている。これは、人口 15,001人から20,000人の自治体の議員定数である。議員は5年ごとの住民による選挙で選出される。
この他に専任の町長も町議会での投票権を有している。

### 首長
ヴルスター・ノルトゼーキュステの専任の町長はマルクス・イッチェン（無所属）である。彼は、2014年11月16日の決選投票で、CDU推薦候補者として 67.08 % の票を獲得して町長に選出された。この選挙の投票率は 39.45 % であった。イッチェンは2015年1月1日に町長に就任した。

### 紋章
ヴルスター・ノルトゼーキュステの紋章は、ドルム、ノルトホルツ、ヴレーメンの紋章を組み合わせてデザインされた。
図柄: 左右二分割。向かって左は金地で、分割線から半身を出した赤い嘴と爪を持つ黒い鷲。向かって右は、金色のクローバーの葉が描かれた緑色の基部の上に銀色の波帯があり、その上は赤地で銀のモミの木が描かれている。
解説: フリースラントの多くの紋章に見られる半身の鷲はフリースラントのラント・ヴルステンを意味している。木材 (ドイツ語: Holz) や森を意味するモミの木は、ザムトゲマインデ・ラント・ヴルステンとともに新たな自治体に加わったノルトホルツの町名を示唆している。銀の波帯は、海岸と海水浴観光を示唆している。緑の基部の金のクローバーの葉は、町域内の肥沃な湿地を象徴している。

### 旗
緑（上）と白（下）の2つの同じ幅のストライプに分割。中央にヴルスター・ノルトゼーキュステの紋章。

### 印章
印章には、町の紋章と「Gemeinde Wurster Nordseeküste, Landkreis Cuxhaven」という文言が記されている。

### 姉妹自治体
- プロエレン（フランス語版、英語版）（フランス、モルビアン県）
  - この姉妹自治体協定は、2005年にザムトゲマインデ・ラント・ヴルステンとの間で結ばれたものである。このザムトゲマインデの廃止に伴い、ヴルスター・ノルトゼーキュステ町が姉妹自治体関係を引き継いだ[9]

## 文化と見所

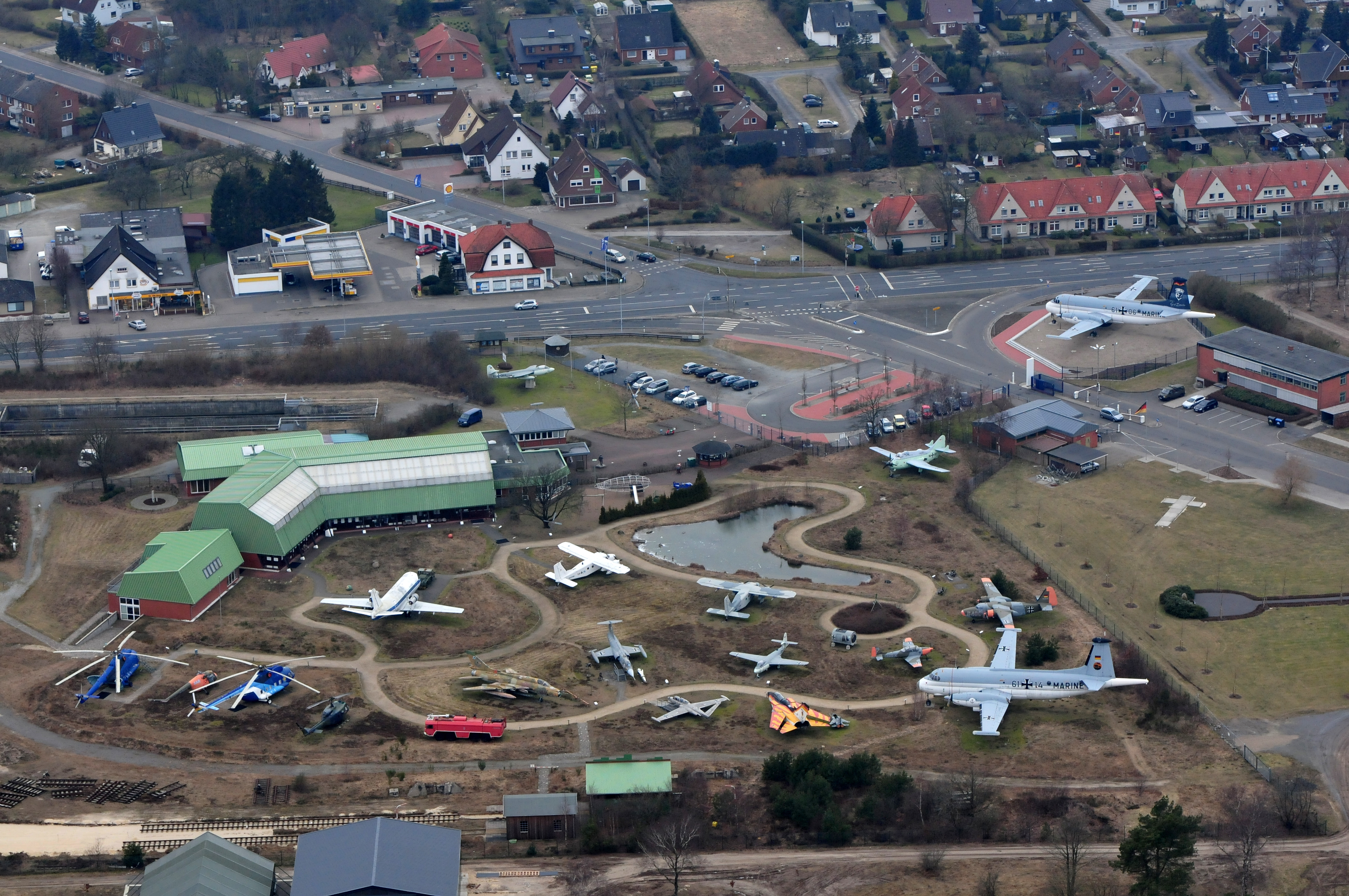
「アエロナウティクム」

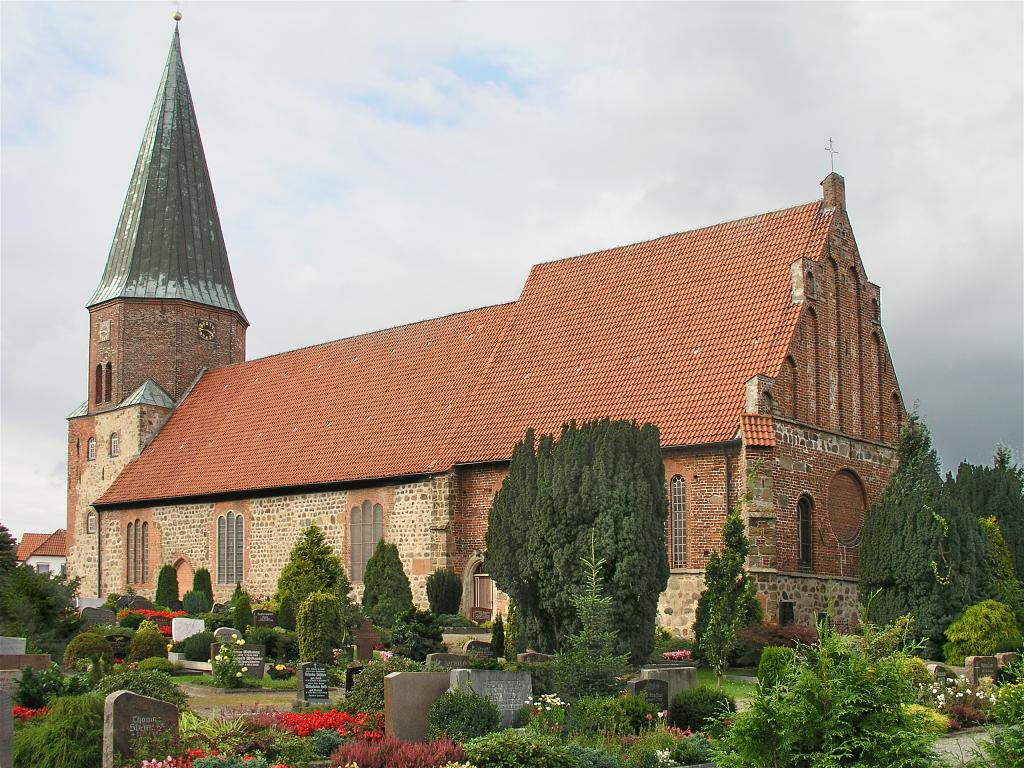
ドルムの聖ウルバヌス教会

### 建築物
- ノルトホルツの飛行船と海軍航空機博物館「アエロナウティクム」
- ヴレーマー・ジールハーフェン
- ドルム＝ノイフェルトの港
- シュピーカ＝ノイフェルトの港
- 灯台「クライナー・プロイセ」
- 灯台「オーベレフェアザント」
- ミドルムの回廊付きオランダ風車
- ミドルムの教会
- ムルズムの教会
- ミッセルヴァルデンの聖カタリーネン教会
- パディングビュッテルの聖マテウス教会
- ドルムの聖ウルバヌス教会
- ヴレーメンのヴィレハーディ教会

- 灯台「クライナー・プロイセ」
- 灯台「オーベレフェアザント」
- ミドルムのオランダ風車
- ミドルムのパンクラティウス教会
- ムルズムのマリエン教会
- ミッセルヴァルデンの聖カタリーネン教会
- パディングビュッテルの聖マテウス教会
- ヴレーメンのヴィレハーディ教会

### 博物館

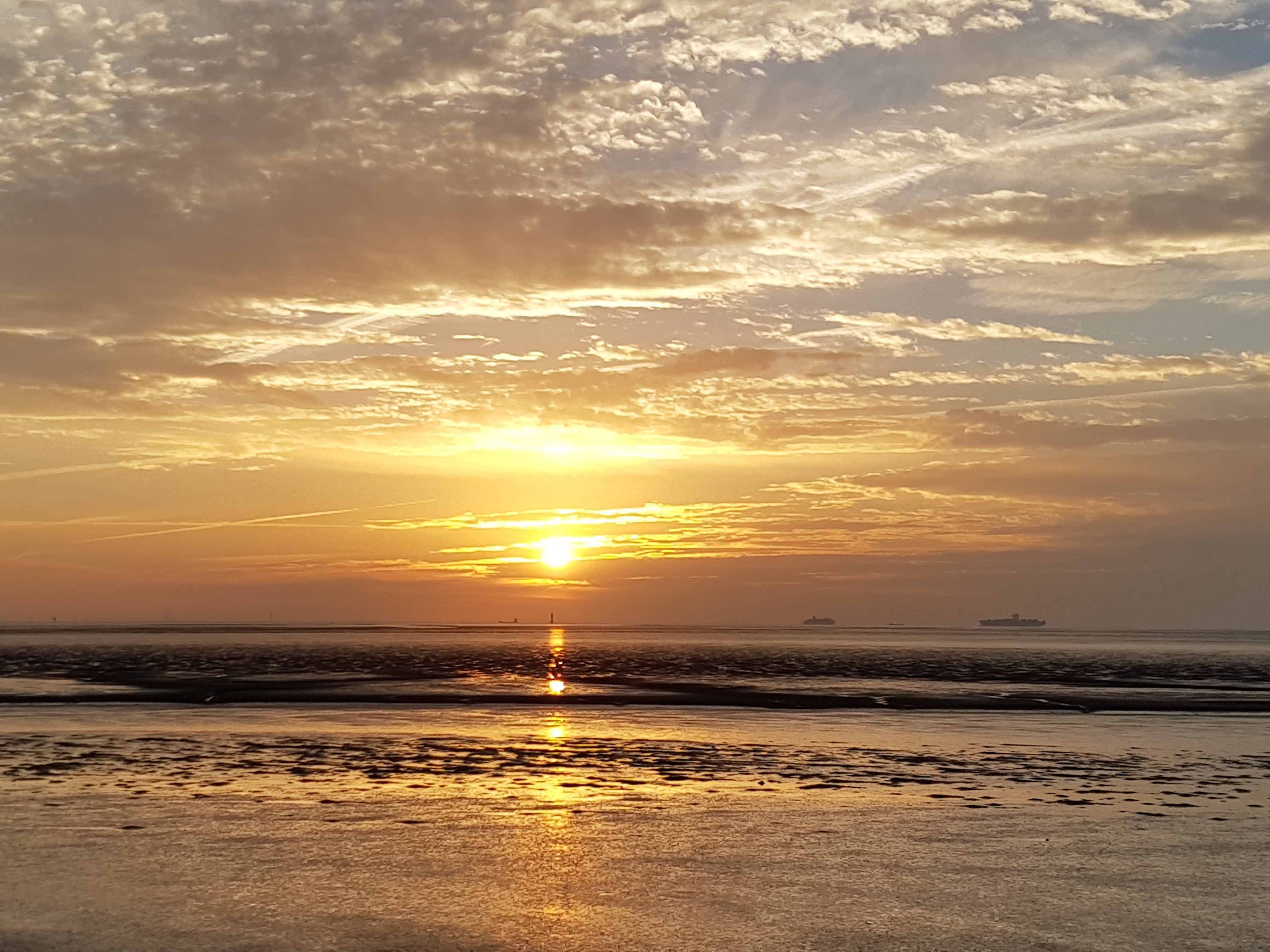
世界遺産に登録されているワッデン海の一部である干潟

- 干潟の漁業博物館
- ヴレーメン貝の博物館
- ラント・ヴルステン堤防博物館

### 公園
- ニーダーザクセン干潟自然公園

### 名物料理、食材
- シャコ・魚料理

## 経済と社会資本

### 交通
- 道路: 連邦アウトバーン A27号線のノルトホルツ・インターチェンジが町内にある。
- 鉄道: ブレーメン - クックスハーフェン線の駅が、ヴレーメン、ドルム、ノルトホルツにある。
- 航空: クックスハーフェン＝ノルトホルツ空港またはシー＝エアポートは、海軍飛行部隊の基地であり北海の島への飛行機が発着する民間飛行場でもある。この他にノルトホルツ＝シュポーカ特別飛行場がある。

## 人物

### 出身者
- ヨハン・レプソルト（1770年 - 1830年）精密機械技師、天文観測用器具の有名な工場を創設した。

## 訳注
1. ↑  ドイツ語: Einheitsgemeinde、集合自治体であるザムトゲマインデに対して単一の自治体であることを明示する用語である。